# Général de l'Armée suisse
Pour les articles homonymes, voir Général de l'Armée.
Dans l'Armée suisse, le grade militaire de général n'est attribué qu'en temps de guerre.
L’Assemblée fédérale est responsable, en cas de besoin, de nommer un général commandant des armées. Il est en principe choisi parmi les commandants de corps en service.
Depuis le 1er janvier 2004 et l'entrée en fonction de la réforme armée XXI, l'Armée suisse dispose toutefois d'un chef, portant le titre de Chef de l'Armée (CdA), portant le grade de commandant de corps (et non général), nommé par le Conseil fédéral.

## Liste des généraux de l'Armée suisse

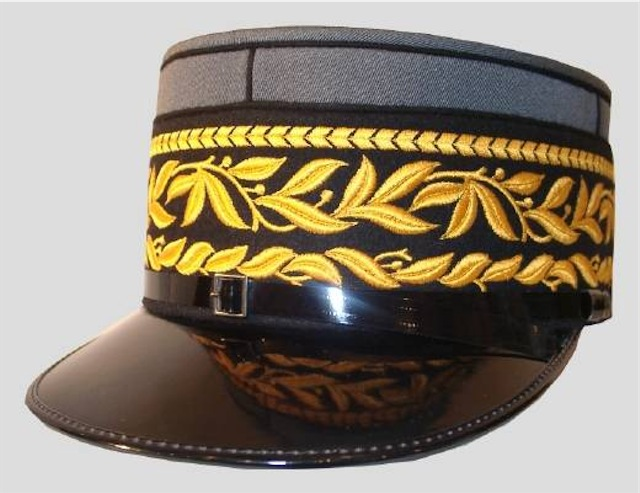
Képi de Général de l'Armée suisse

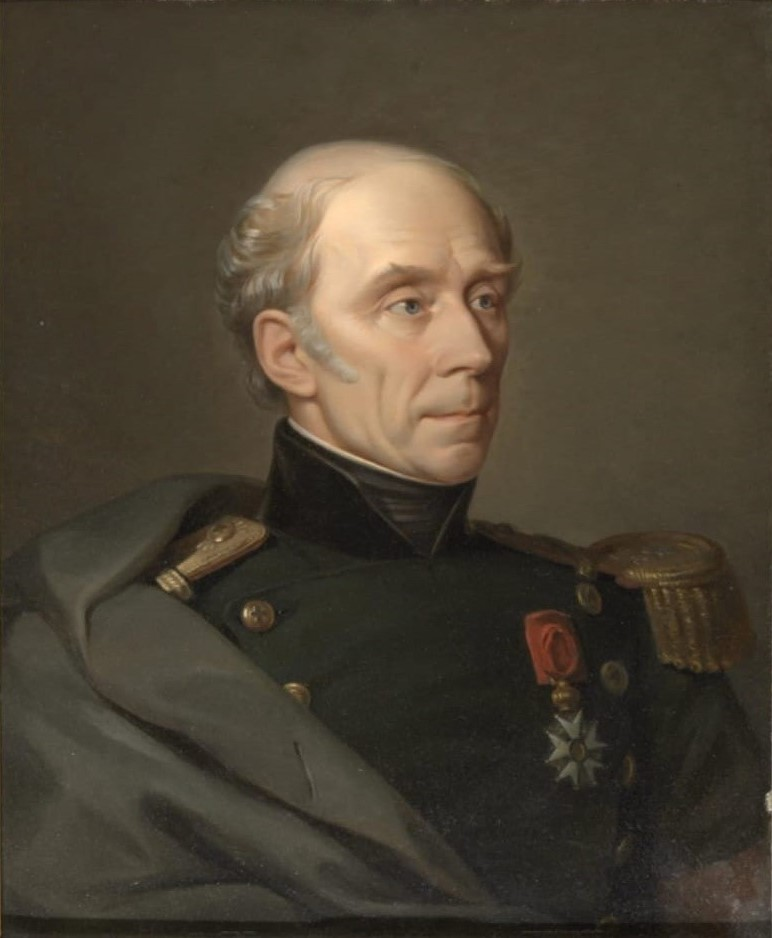
Portrait du général Guillaume Henri Dufour

Ci-dessous la liste exhaustive de tous les généraux de l'Armée suisse par période. 
Entre parenthèses, on trouve les dates de début et de fin de leur mandat ainsi que l'évènement ayant conduit à leur nomination, à l'exception de la période de la République helvétique où un général était nommé constitutionnellement.

### Avant 1798
Le baron Ulrich von Sax-Hohensax été désigné commandant en chef des armées confédérées par la Diète lors de la campagne de Pavie (1512-1513), mais n’a jamais été nommé général. Les généraux avant 1798 ont été
- Jean Louis d'Erlach (1633 et 1636, guerre de Trente Ans) ;
- Sebastian Peregrin Zwyer von Evebach (guerre des paysans de 1653; première guerre de Vilmergen 1656)[2] ;
- Guillaume-Bernhard de Muralt 1792, à la suite de la déclaration de guerre de la France à l'Autriche, la Confédération des XIII cantons ordonne une mobilisation générale, en même temps qu'elle proclame sa neutralité dans le conflit ; Muralt est nommé général de l'Armée suisse (c'est alors le troisième officier de tous les temps à porter officiellement ce titre), chargé de la défense des frontières et de la République de Genève alliée de la Suisse et menacée par les troupes françaises ;
- Charles Louis d'Erlach (1798, invasion française de 1797).

### Pendant laRépublique helvétique
- Augustin Keller ;
- Johann Weber ;
- Joseph Leonz Andermatt ;
- Pierre von der Weid.

### De 1803 à 1847

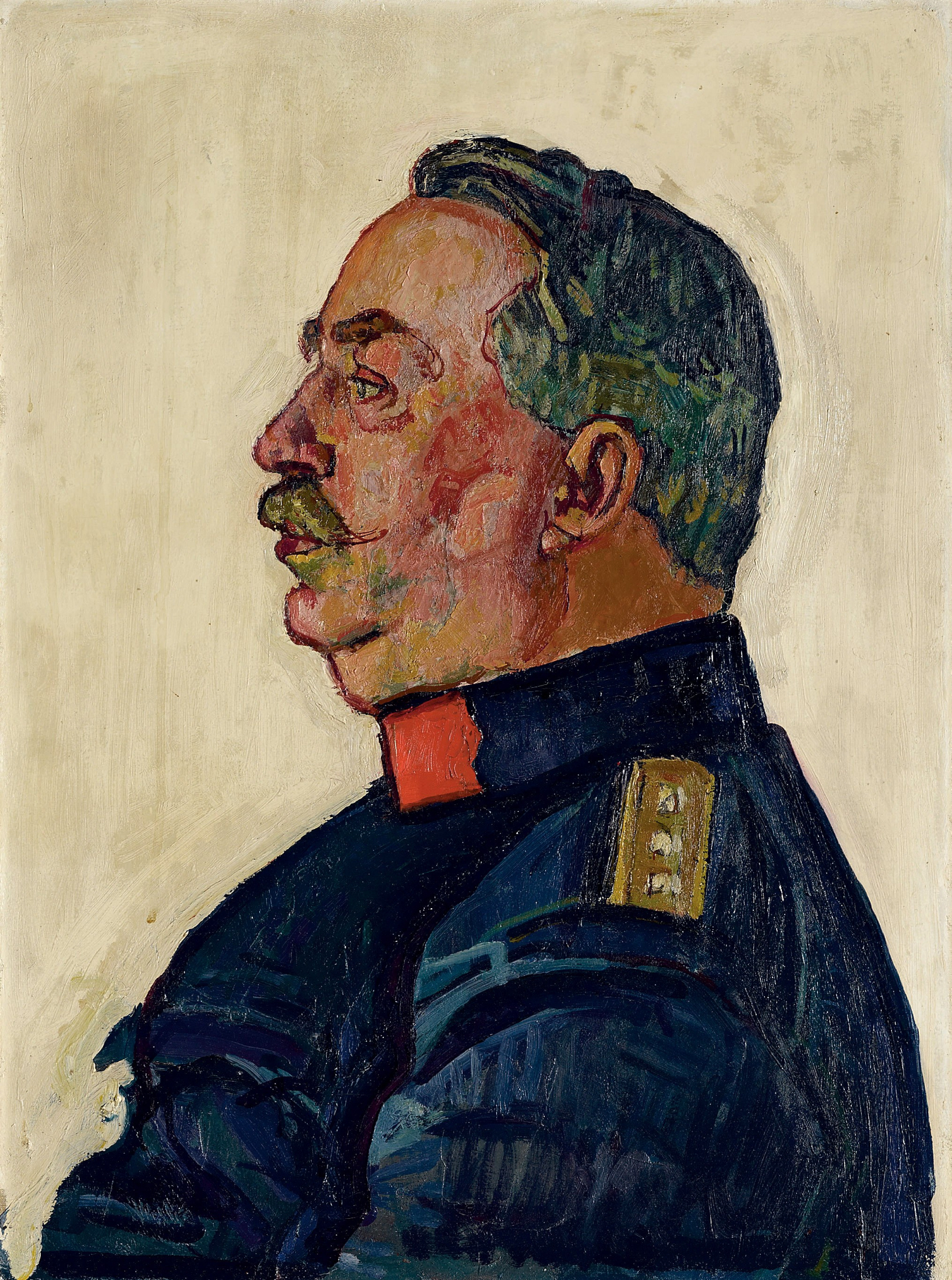
Portrait du général Ulrich Wille par Ferdinand Hodler.

- Niklaus Rudolf von Wattenwyl (1805, 1809 et 1813, guerres napoléoniennes) ;
- Niklaus Franz von Bachmann (1815, les Cent-Jours) ;
- Charles-Jules Guiguer de Prangins (1830 et 1838, Hésitation de 1830 puis menaces françaises pour l'extradition de Louis-Napoléon Bonaparte) ;
- Peter Ludwig von Donatz (1845, expéditions des Corps francs) ;
- Guillaume Henri Dufour (1847, guerre du Sonderbund).

### De 1848 à 2003
- Guillaume Henri Dufour (1849, 1856 et 1859, affaire de Neuchâtel) ;
- Hans Herzog (1870 - 1871, guerre franco-allemande) ;
- Ulrich Wille (1914 - 1918, Première Guerre mondiale) ;
- Henri Guisan (1939 - 1945, Seconde Guerre mondiale).

### Depuis 2004
Un officier général est nommé « Chef de l'Armée » avec grade de « commandant de corps ». Il ne porte pas officiellement le titre de général. 
- Christophe Keckeis (2004 - 2007) ;
- Roland Nef (2008) ;
- André Blattmann (ad interim dès août 2008, nommé en 2009 - 2016);
- Philippe Rebord (2017-2020);
- Thomas Süssli (depuis 2020).

## Cas spécial de la Corée
Le chef de la délégation suisse auprès de la Commission des nations neutres pour la surveillance de l'armistice en Corée (CSNN) utilise le titre anglais Major-General dans le cadre de ses interactions avec les armées étrangères qu'il rencontre en accomplissant sa mission. Cependant, son grade au sein de l'armée Suisse reste celui de Divisionnaire,.  
Les chefs de la délégation Suisse à Panmunjom qui ont obtenu ce titre depuis l'an 2000 sont:
- Adrien Evéquoz (nl) de 2000 à 2004 ;
- Gerhard Brügger (de) de 2004 à 2007[5] ;
- Jean-Jacques Joss de 2007 à 2012[3] ;
- Urs Gerber de 2012 à 2017
- Patrick Gauchat, depuis 2017[6]

## Source
- (de) Cet article est partiellement ou en totalité issu de l’article de Wikipédia en allemand intitulé « Liste Schweizer Generäle » (voir la liste des auteurs).
- Hans Stadler, « Général » dans le Dictionnaire historique de la Suisse en ligne, version du 3 juillet 2007.